# Rey (Star Wars)
Rey é uma personagem fictícia do universo Star Wars interpretada pela atriz Daisy Ridley. Ela é a principal protagonista da trilogia de sequência, aparecendo pela primeira vez em Star Wars: O Despertar da Força.
Rey trabalhava a apanhar ferro-velho no planeta Jakku, onde foi abandonada com apenas 5 anos e envolve-se no conflito entre a Resistência e a Primeira Ordem ao encontrar Finn, um stormtrooper desertor e BB-8, o droide do piloto da resistência Poe Dameron.
Durante a sua jornada acaba desenvolvendo uma relação complexa com o (posteriormente) Líder Supremo da Primeira Ordem, Kylo Ren (filho de Han Solo com a Princesa Leia), a quem Rey nutre uma esperança de que possa voltar à luz (assim como Luke Skywalker tinha com Darth Vader). Ele é o seu principal adversário durante a nova saga, mesmo sendo também seu interesse amoroso.
Rey descobre que o seu avô é o Imperador Palpatine, daí a mesma ser tão poderosa com a Força. O seu abandono foi uma forma dos seus pais a protegerem dele. No final da sua jornada, ela confronta o seu avô (o último resquício dos Sith na galáxia) e derrota-o, evitando a volta dos Sith e mantendo assim o equilíbrio da Força estabelecido por Anakin Skywalker (Darth Vader) anos antes. Apesar de morrer após o confronto, é ressuscitada por Ben Solo. Subsequentemente adota o nome Rey Skywalker, cortando de vez os seus laços com o avô e com os Sith.

## Criação
Ao falar sobre a criação de uma protagonista para a nova trilogia, J. J. Abrams disse: "Desde o começo das discussões [com o roteirista Lawrence Kasdan], a noção de ter uma mulher no centro da história foi sempre algo atraente e excitante para mim. E não apenas o centro. Nós sabíamos que, além da Leia ser uma peça crítica deste quebra-cabeça, nós queríamos ter outras mulheres – não necessariamente humanas, mas femininas – como personagens da história."
Daisy Ridley era totalmente desconhecida antes de ser selecionada para o papel de Rey; ela passou cinco vezes pelo teste para o papel. Ela tinha apenas experiência com papéis menores em programas para televisão. Sua inexperiência e falta de exposição foram cruciais para convencer Abrams a dar o papel para Ridley, pois uma característica dos filmes anteriores era ter talentos desconhecidos que nunca tinham passado por uma análise minuciosa.
Abrams a descreveu assim: "Ela mostrou uma combinação de vulnerabilidade e força que a deu uma complexidade, e havia uma inteligência em seus olhos que foi um indicador de que poderia atuar numa parte complicada. Seus olhos e face podiam em um momento radiar alegria e prazer pela vida, e então subitamente ter força nele, e em outro momento ela poderia ser corajosa, e então desafiadora, e depois tomada pela culpa e desespero. Ela tinha toda essas possibilidades atuando com autenticidade e convicção."
Kathleen Kennedy, a presidente da Lucasfilm, disse que "Daisy teve uma presença e uma auto-confiança que foram muito importantes à personagem que nós estávamos procurando. Ela sintetiza o otimismo de que tudo é possível." Ridley disse sobre o que mais a liga a Rey é "sua esperança. Eu acho que havia algo me guiando pelos testes — mesmo assim pareceu algo tão insanamente além do que eu poderia ter imaginado, havia algo dentro de mim que me dizia que eu poderia fazer isso, mesmo eu estando confusa com dúvidas e inseguranças."
Ridley recorda que sua experiência nas filmagens começaram aos trancos, com Abrams dizendo que suas primeiras tomadas foram "desajeitadas". Mesmo assim, Ridley e Abrams tiveram um processo "incrivelmente colaborativo" criando a Rey; Ridley lembra que a personagem "mudou desde quando nós começamos, ela ficou mais flexível. E eu acho que fui eu, porque estadunidenses tendem a não me compreender e isso me ajudou a diminuir a velocidade da fala, tudo se tornou mais flexível que eu sou."
De sua personagem, Ridley disse que "ela vai causar impacto de uma menina poderosa. Ela é corajosa e ela é vulnerável, ela tem tantas nuances... Ela não tem que ser algo para personificar uma mulher num filme. Acontece apenas que ela é uma mulher mas transcende o gênero. Ela vai falar com homens e mulheres.". Numa entrevista para a revista Elle, Ridley comentou sobre a Rey que "ela é muito forte. Ela é legal e esperta e pode cuidar de si própria," e adicionou que "meninas jovens podem olhar para ela e saber que podem vestir calças se elas quiserem. Elas não precisam exibir os seus corpos."
Abrams disse que ele não revelou o sobrenome e o passado de Rey em O Despertar da Força, deixando isso para Os Últimos Jedi. Isto levou os fãs a teorizar se ela é filha de Luke Skywalker, Han Solo e a Princesa Leia ou algum outro personagem que seja usuário da Força. Mas o passado de Rey é apenas revelado por Kylo Ren no Episódio IX: A Ascensão Skywalker confirmando que nenhuma destas teorias estava correta, pois ela é neta de Sheev Palpatine.

## Aparições

### O Despertar da Força
Rey vive no planeta Jakku trinta anos depois da vitória da Aliança Rebelde, tentando sobreviver coletando peças de naves que caíram ali depois de uma batalha enquanto espera pelo retorno de sua família, da qual foi separada quando era mais nova. Lá ela encontra BB-8, um robô tentando escapar de Jakku, e o stormtrooper desertor Finn. Quando a Primeira Ordem os ataca, Rey, Finn e BB-8 escapam a bordo da Millennium Falcon. Han Solo e Chewbacca se unem a eles.
Depois de irem até o castelo de Maz Kanata, são reconhecidos tanto pela Resistência quanto pela Primeira Ordem, que são alertadas da presença deles. Rey acaba indo até um depósito e encontra o sabre de luz que pertenceu a Luke Skywalker e seu pai. Ao tocá-lo, tem uma visão que a assusta, e Maz a explica que o sabre estava chamando por ela através da Força e que ela nunca iria encontrar o seu lugar se não seguisse em frente, pois ela sabe que seus pais jamais retornariam. Maz oferece o sabre a Rey, mas ela o rejeita e corre para dentro da floresta. O sabre então é entregue para Finn a fim de mantê-lo seguro. Sua visão é sentida por Kylo Ren como um despertar da habilidade de Rey de usar a Força.
A Primeira Ordem ataca o castelo de Maz, que acaba de tornando uma batalha com a Resistência com a chegada dela. Kylo encontra Rey na floresta e percebe que ela havia visto o mapa que ele procurava. Então, ele a captura e a leva para a base Starkiller para ser interrogada sobre o paradeiro de Luke Skywalker. Ren tenta utilizar a Força para ler a mente de Rey mas é surpreendido ao descobrir que ela é capaz de resisti-lo. Rey usa a Força e revela a fraqueza de Kylo, que fica atordoado e a deixa só na sala de interrogatório. Ao deixá-la sozinha com um stormtrooper, ela utiliza a Força para controlar a mente dele e convencê-lo a deixá-la escapar. Rey encontra com Solo, Finn e Chewbacca que conseguiram se infiltrar na base. Então, Rey e Finn testemunham o momento que Solo encontra seu filho, Ren. Han tentar convencer Ren a deixar o lado sombrio e voltar para casa. Porém, Ren o mata, Chewbacca furioso o fere com um disparo, e Rey e Finn fogem para a floresta fora da base.
Ren então persegue de Rey e Finn fora da base. Finn tenta lutar com Ren usando o sabre de luz mas é vencido e mortalmente ferido. Rey então pega o sabre de luz e duela com Ren. Ele inicialmente domina o confronto, mas quando a encurrala na beira de uma fenda, ele se oferece para treiná-la. Rey se aproveita do momento de hesitação de Ren para reunir seu poder na Força e começa a atacá-lo. Ren cai no chão ferido, mas quando ela está prestes a derrotá-lo, uma fenda se abre entre os dois por causa do colapso da base. Então, Rey escapa na Falcon com Chewbacca, levando Finn de volta para a base da resistência. Ela decide procurar a localização secreta de Luke, usando a informação provida por BB-8 e pelo R2-D2 reativado. Rey, Chewbacca a R2 vão até o planeta desconhecido, chamado de Ach-To, com a Falcon. Lá, ao encontrar Luke, lhe oferece seu antigo sabre de luz.

### Os Últimos Jedi
Logo após os eventos de O Despertar da Força, Rey vai até Arch-To e encontra Luke Skywalker, agora um homem idoso e cansado. Rey se surpreende ao ver que Luke se recusa a treinar Rey, e diz que os Jedi deveriam acabar e que ele deveria ser o último jedi. Após muita insistência, Luke decide treina-la na Força, impressionado de como Rey era forte na Força. Com o tempo, Rey descobre que possui uma "conexão" com Kylo Ren, se comunicando com ele com frequência e se aproximando dele cada vez mais. Kylo conta à Rey porque se voltou contra seu tio, que numa noite, Luke, seu antigo mestre, tentou o assassinar com medo de seu poder, mas ele conseguiu se defender e derrotar Luke. Kylo afirma que os Jedi tem medo da Força e que tem medo que o poder descontrolado caia nas mãos erradas, e que seria mais "seguro" que o poder descontrolado fosse sacrificado. Rey se revolta contra Luke e o questiona sobre Kylo Ren, Luke explica que temeu o imenso poder que Kylo detinha e uma vez achou que era mais fácil mata-lo do que controla-lo, mas desistiu. Ao ver Luke com o sabre de luz aceso em seu quarto, Kylo achou que Luke queria matá-lo e se revoltou contra os jedi.